# Platyzosteria picea
Platyzosteria picea es una especie de cucaracha terrestre del género Platyzosteria, tribu Polyzosteriini, subfamilia Polyzosteriinae. Fue descrita científicamente por Princis en 1957.

## Distribución
Se distribuye por Oceanía: Australia Occidental.